# Vålerenga Fotball
Vålerenga Fotball är en norsk fotbollsklubb från Oslo. Klubben grundades 29 juli 1913 och spelar sedan 2017 sina hemmamatcher på Intility Arena. Nuvarande (2023) tränare är Geir Bakke.

## Historik
Vålerenga Fotball är en vidareföring av Spark, senare Vaalerengens Fotboldklub, som blev grundad 1898. 1913 ändrades namnet till Spring innan det slutligen 1914 var Vålerenga Idrettsforening som gällde. Vålerenga Idrettsforening kan förkortas till Vålerengens IF eller till VIF.
Majoritetsägare sedan 2000 är John Fredriksen.

## Meriter
- Norska seriemästare i fotboll för herrar: 1965, 1981, 1983, 1984, 2005
- Norska cupmästare i fotboll för herrar: 1980, 1997, 2002, 2008

## Spelare

### Spelartrupp
| Nr | Land           | Pos | Namn                      |
| -- | -------------- | --- | ------------------------- |
| 1  | Norge          | MV  | Jacob Storevik            |
| 2  | Norge          | F   | Christian Borchgrevink    |
| 3  | Norge          | F   | Aleksander Hammer Kjelsen |
| 4  | Norge          | F   | Stefan Strandberg         |
| 5  | Nordmakedonien | F   | Leonard Zuta              |
| 6  | Norge          | F   | Vegar Eggen Hedenstad     |
| 7  | Norge          | MF  | Fredrik Oldrup Jensen     |
| 8  | Norge          | MF  | Henrik Bjørdal            |
| 9  | Norge          | A   | Torgeir Børven            |
| 10 | Norge          | MF  | Mohamed Ofkir             |
| 11 | Finland        | MF  | Daniel Håkans             |
| 13 | Norge          | MV  | Magnus Stær-Jensen        |
| 14 | Norge          | F   | Aaron Kiil Olsen          |
| 15 | Norge          | MF  | Odin Thiago Holm          |

| Nr | Land      | Pos | Namn                                  |
| -- | --------- | --- | ------------------------------------- |
| 17 | Norge     | A   | Jacob Eng                             |
| 18 | Norge     | F   | Simen Juklerød                        |
| 19 | Norge     | A   | Seedy Jatta                           |
| 20 | Norge     | MF  | Magnus Riisnæs                        |
| 21 | Norge     | MV  | Magnus Smelhus Sjøeng                 |
| 22 | Norge     | MF  | Stian Sjøvold Thorstensen             |
| 23 | Norge     | F   | Henrik Heggheim (lån från Brøndby IF) |
| 24 | Norge     | MF  | Petter Strand                         |
| 25 | Norge     | MF  | Jones El-Abdellaoui                   |
| 26 | Norge     | A   | Filip Erik Thorvaldsen                |
| 29 | Brasilien | A   | Vitor Hugo (lån från Palmeiras)       |
| 30 | Norge     | MV  | Storm Strand-Kolbjørnsen              |
| 31 | Norge     | MF  | Omar Bully                            |
| 32 | Norge     | F   | Max Herman Bjurstrøm                  |

### Utlånade spelare
| Nr | Land  | Pos | Namn                                                  |
| -- | ----- | --- | ----------------------------------------------------- |
| 16 | Norge | MF  | Mathias Emilsen (i Sandnes Ulf till 31 december 2023) |

### Svenska spelare
• Erik Israelsson (2018-2019)
- Johan Arneng (2001-2002)
- Andreas Augustsson (2000-2003)
- Tobias Grahn (2002-2003)
- Fredrik Gärdeman (1997-1998)
- Melker Hallberg (2015)
- Stefan Ishizaki (2004-2005)
- Rasmus Lindkvist (2014-2017)
- Robert Lundström (2015-2017)
- Albin Mörfelt (2021-)
- Pascal Simpson (1998-2000)
- Fredrik Stoor (2011)

## Tränare

### Svenska tränare
- Gunder Bengtsson
- Olle Nordin (1985, 1990-1992)